# Уложа
Уложа (словац. Uloža) — село и одноимённая община в районе Левоча Прешовского края Словакии. В письменных источниках начинает упоминаться с 1280 года.

## География
Село расположено в юго-западной части края, на южном склоне горного массива Левочске-Врхи, при автодороге 3204. Абсолютная высота — 883 метра над уровнем моря. Площадь муниципалитета составляет 6,83 км².

## Население
| Год:                | 1994 | 2004    | 2014    | 2024     |
| ------------------- | ---- | ------- | ------- | -------- |
| Количество человек: | 188  | 186     | 197     | 247      |
| Разница:            |      | −1,06 % | +5,91 % | +25,38 % |

По данным последней официальной переписи 2021 года, численность населения Уложи составляла 220 человек.
Национальный состав населения (по данным переписи населения 2011 года):
| Национальность | Численность, человек |
| -------------- | -------------------- |
| словаки        | 187                  |
| русины         | 2                    |
| венгры         | 1                    |
| цыгане         | 1                    |
| не указана     | 2                    |

По данным переписи 2021 года, в конфессиональном составе населения преобладали католики (83,6 %) и греко-католики (4,5 %).